# Detroit Falcons
O Detroit Falcons foi um time de basquetebol localizado em Detroit, Michigan. Disputou a temporada de 1946-47 da Basketball Association of America, a organização predecessora da National Basketball Association. O time encerrou suas atividades após encerrar esta temporada.

## Histórico
| Temporada | V  | D  | %    | Playoffs           |
| --------- | -- | -- | ---- | ------------------ |
| 1946–47   | 20 | 40 | .333 | Não se classificou |